# Plaine d'Affouches
La plaine d'Affouches est un plateau de montagne pentu des Hauts de l'île de La Réunion, un département d'outre-mer français dans l'océan Indien. Situé dans le nord du massif du Piton des Neiges à l'ouest de la vallée creusée par la rivière Saint-Denis et à l'est du plateau qui accueille Dos d'Âne, il culmine à environ 1 700 mètres en un point où il communique avec la plaine des Chicots tout en surplombant le nord du cirque naturel de Mafate au sud et l'Entonnoir au nord. Ce faisant, il relève de la commune de Saint-Denis, une commune de La Réunion qui est aussi le chef-lieu du territoire. Il est parcouru par une variante du sentier de grande randonnée appelé GR R2. Il est accessible depuis le parc du Colorado par un sentier qui passe à l'ancien pénitencier pour enfants de l'Îlet à Guillaume.